# Bunka (Ära)
Bunka (japanisch 文化) ist eine japanische Ära (Nengō) von März 1804 bis Mai 1818 nach dem gregorianischen Kalender. Der vorhergehende Äraname ist Kyōwa, die nachfolgende Ära heißt Bunsei. Die Ära fällt in die Regierungszeit des Kaisers (Tennō) Kōkaku.
Der erste Tag der Bunka-Ära entspricht dem 22. März 1804, der letzte Tag war der 25. Mai 1818. Die Bunka-Ära dauerte 15 Jahre oder 5178 Tage.

## Ereignisse
- 1804 Juni Kisakata-Erdbeben (象潟地震)
- 1804 September Nikolai Petrowitsch Resanow erreicht als Sondergesandter Japan und wird dort ein halbes Jahr festgesetzt
- 1806 April Bunka-Großbrand in Edo
- 1806 Verordnung zur Rationierung von Brennstoff und Trinkwasser für ausländische Schiffe (薪水給与令)
- 1807 September Einsturz der Eitaibashi-Brücke (永代橋崩落事故) über den Sumida mit mehr als 1400 Toten und Vermissten
- 1808 Mamiya Rinzō bereist und kartographiert Hokkaidō und entdeckt den Tatarensund
- 1808 Zwischenfall im Hafen von Nagasaki, das britische Schiff HMS Phaeton dringt in den Hafen von Nagasaki ein, der Hafenmagistrat Matsudaira Yasuhide begeht Seppuku
- 1811 Golovnin-Zwischenfall, der Marineoffizier Wassili Michailowitsch Golownin wird auf Kunaschir festgenommen
- 1812 Takataya Kahei wird als Revanche für die Festnahme Golownins von einem russischen Schiff gefangen genommen
- 1813 Golownin und Takataya werden ausgetauscht